# Herbert Hertzsch
Herbert Hertzsch (* 22. November 1918 in Mittelbach; † unbekannt) war ein deutscher Maschinenschlosser und Volkskammerabgeordneter für den Freien Deutschen Gewerkschaftsbund (FDGB).

## Leben
Hertzsch war der Sohn einer Arbeiterfamilie. Nach dem Besuch der Volksschule nahm er 1933 eine dreijährige Lehre zum Maschinenschlosser auf. Nach Ausbruch des Zweiten Weltkrieges wurde er zur deutschen Wehrmacht eingezogen und wurde gegen Ende des Krieges interniert. Nach 1945 qualifizierte sich Hertzsch als Meister weiter. Er wurde Bereichsleiter im VEB Großdrehmaschinenbau „8. Mai“ Karl-Marx-Stadt.

## Politik
Hertzsch wurde 1946 Mitglied des FDGB und trat 1948 der SED bei. In den beiden Wahlperioden von 1963 bis 1967 war er Mitglied der FDGB-Fraktion in der Volkskammer der DDR.

## Ehrungen
- Verdienter Meister des Volkes
- fünffacher Aktivist